# District de Bawlakhe
Le district de Bawlakhe (birman : ဘော်လခဲခရိုင်) est un district situé dans l'État de Kayah, en Birmanie. Son chef-lieu est Bawlakhe.

## Townships
Le district est composé de 3 townships : le township de Bawlakhe, le township de Hpasawng et le township de Mese.